# Sol (metrostation)
Sol is een ondergronds station onder de Puerta del Sol, in de Spaanse hoofdstad Madrid. Het wordt bediend door de lijnen  1, 2 en 3 van de Metro van Madrid, alsmede het stadsgewestelijknet van Madrid.

## Geschiedenis
Aan het einde van de 19e eeuw werden meerdere plannen gemaakt voor de aanleg van een metro in Madrid. Deze plannen werden niet uitgevoerd en de laatste initiator haakte in februari 1906 af wegens bureaucratische hindernissen. In de eerste twee decennia van de 20e-eeuw kende Madrid een sterke toename van het verkeer wat in 1914 aanleiding was voor een nieuw plan met vier metrolijnen waarin de lijnen 1 en 2 elkaar kruisen onder de Puerta del Sol. De perronlengte werd destijds vastgesteld op 60 meter.

### Lijn 1
In januari 1917 werd het metrobedrijf opgericht en de bouw van de eerste lijn, tussen Puerta del Sol in het centrum en Cuatro Caminos, destijds aan de noordrand van de bebouwing, begon op 23 april 1917. De lijn werd op 17 oktober 1919 geopend door koning Alfons XIII van Spanje met Sol als zuidelijk eindpunt. Op 26 december 1921 werd deze noord-zuidlijn doorgetrokken ten zuiden van de Puerta del Sol.
In de jaren 60 van de 20e-eeuw werden de perrons verlengd tot 90 meter. In verband met de omliggende bebouwing werd het ene perron aan de noordkant verlengd en het andere aan de zuidkant, zodat dit het enige Madrileense metrostation is waar de perrons ten opzichte van elkaar verschoven liggen. 

### Lijn 2
Op 14 juni 1924 werd het eerste deel van de oost-west lopende lijn 2 geopend tussen Sol en Ventas met Sol als westelijk eindpunt. De tunnel van lijn 2 loopt haaks boven die van lijn 1. Ook in dit geval was er sprake van een tijdelijk eindpunt tot op 21 oktober 1925 de lijn ten westen van Puerta del Sol onder de Calle del Arenal werd doorgetrokken. 

### Lijn 3
De metrolijnen bleken een succes en in 1934 werd de aanbesteding van een derde metrolijn langs Puerta del Sol opengesteld. De werkzaamheden begonnen in de zomer van 1934 waarbij veel hinder van het grondwater werd ondervonden. Op 9 augustus 1936, midden in de burgeroorlog, werd de lijn tussen Sol en Embajadores in het  zuiden van de stad geopend. Ook hier was Sol een van de eindpunten totdat de lijn op 15 juli 1941 ten noorden van Puerta del Sol werd doorgetrokken. In de periode 2004 – 2006 werden de perrons van lijn 3 verlengd tot 90 meter.

### Cercanías
In 2004 begonnen de werkzaamheden om het station te vergroten om dienst te kunnen doen als overstappunt tussen de metro en het stadsgewestelijknet. In 2006 werden de werkzaamheden, naar aanleiding van archeologische vondsten, een half jaar stilgelegd. Voor de Cercanías werd een tweede tunnel, naast die onder de Paseo del Prado, onder het centrum geboord die op 9 juli 2008 in gebruik genomen werd. Onder de oostkant van de Puerta del Sol werd een diepe kuip gebouwd voor de toegang tot de perrons in de nieuwe tunnel. Om deze op het bestaande metrostation aan te sluiten waren lijn 2 van 25 juni tot 23 juli 2008 en lijn 1 in augustus tot 4 september 2008 bij Sol gesloten. De perrons van de Cercanías bij Sol werden op 27 juni 2009 geopend voor reizigersverkeer. Deze perrons liggen ten noorden van de Puerta del Sol en op 16 juli 2021 werd een overstaptunnel tussen de noordkant van de perrons en metrostation Gran Vía geopend.

Ligging van de metrolijnen en het station onder de Puerta del Sol
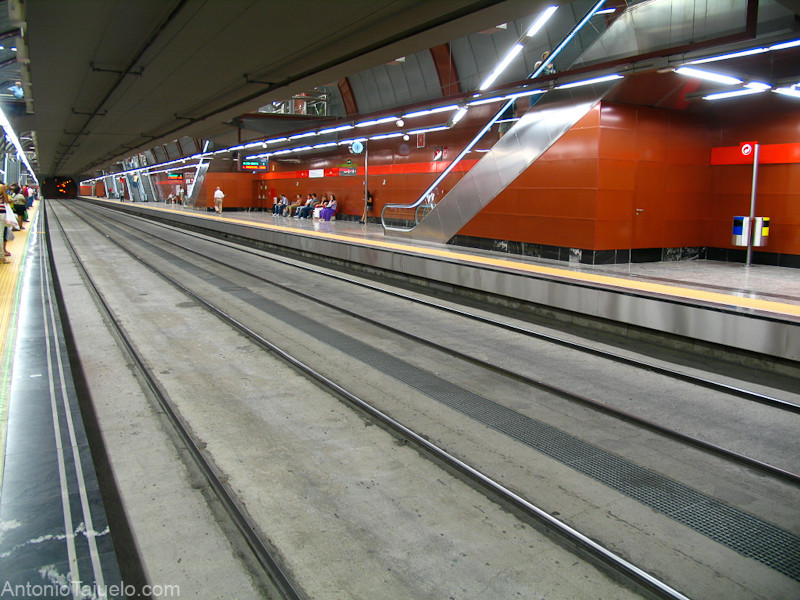
Perrons en sporen van de Cercanías

## Ingang
- Puerta del Sol
- Calle Preciados